# Ximena Herrera
Ximena Herrera González (née le 5 octobre 1979 à La Paz), est une actrice bolivienne.

## Biographie
Ximena Herrera est une  actrice de Televisa. Elle termine le tournage de la telenovela Niña de mi corazón, tandis qu'Alex Sirvent enregistre le mélodrame Para volver a amar. C'est alors qu'après quatre ans de relation, le couple décide de se marier religieusement en Bolivie, alors que le 19 juin ils se sont mariés civilement à Mexico.
La cérémonie est célébrée dans la réserve de papillons Guembe de la ville de Santa Cruz de la Sierra. 150 invités sont présents au mariage sous un strict contrôle de sécurité et avec les flashes de la revue ¡Hola!, qui a acheté les droits de diffusion de cet évènement. Puis en décembre 2013 le couple se sépare et divorce.
Ximena aime regarder des films, allongée sur son lit. Son directeur préféré est Tim Burton, et son film favori est Le Journal de Bridget Jones, bien qu'elle aime aussi, Autant en emporte le vent et L'Oiseau bleu, film qui la touche depuis l'enfance.
Dans ses moments de liberté, en plus d'aller au cinéma, elle aime la lecture et écrire du courrier électronique à ses amis.

## Filmographie

### Cinéma
- 2008 : Volverte a ver - Sofia Cortina
- 2011 : La otra familia

### Télévision

#### Séries
- 2009 : El Pantera 3e saison (Televisa) - Rossaura

#### Telenovelas
- 2004 : Corazones al límite (Televisa) : Malkah
- 2005 : La Madrastra (Televisa) : Almita  Muñoz
- 2006 : Duelo de pasiones (Televisa) : Rosita Valtierra
- 2007 : Bajo las riendas del amor (Televisa) : Maripaz García de Linares
- 2008 : Las tontas no van al cielo (Televisa) : Irene
- 2010 : Niña de mi corazón (Televisa) : María Magdalena Bravo López
- 2011 : Ni contigo ni sin ti (Televisa) : Isabelita Rivas Olmedo - Isabella Reyes
- 2012 : Infames (Cadenatres) : Lolita  Medina - Sarita  Escalante
- 2013 : El señor de los cielos[1],[2] (Telemundo/Caracol Televisión) : Jimenita Letran
- 2014 : Hasta el fin del mundo[3],[4] (Televisa) : Aracelita Fernández  ( Co- Protagonista )
- 2016 : El hotel de los secretos : Cristina Olmedo
- 2017 : Mujeres de negro : Katia Millán Salvatierra Vda. de Lombardo
- 2017 : Prohibir matar la violencia 3 : Nina Leonidas Maricruz
- 2022-2023 : Mi camino es amarte : Karen